# Ernie Terrell
Ernest „Ernie” Terrell (ur. 4 kwietnia 1939 w Belzoni w stanie Missisipi, zm. 16 grudnia 2014 w Evergreen Park w stanie Illinois) – amerykański bokser, zawodowy mistrz świata wagi ciężkiej.

## Życiorys
Rozpoczął karierę boksera zawodowego w 1957. Do końca 1962 stoczył 32 walki, z których wygrał 28 (w tym z Amosem Lincolnem, a pokonali go Wayne Bethea i Cleveland Williams). W 1963 zrewanżował się za porażkę Clevelandowi Williamsowi i wygrał z Zorą Folleyem. 10 lipca 1964 znokautował w 7. rundzie przyszłego mistrza świata wagi półciężkiej Boba Fostera.
Gdy Muhammad Ali został pozbawiony tytułu mistrza świata w 1964 przez World Boxing Association, ta wyznaczyła Terrella i Eddiego Machena do walki o wakujące mistrzostwo. 5 marca 1965 w Chicago Terrell pokonał Machena na punkty i został nowym mistrzem świata federacji WBA (World Boxing Council nadal uznawała Alego za mistrza).
Dwukrotnie skutecznie bronił zdobytego tytułu, wygrywając na punkty najpierw z George'em Chuvalo 1 listopada 1965 w Toronto, a potem z Dougiem Jonesem 28 czerwca 1966 w Houston.
6 lutego 1967 w Houston zmierzył się z Alim w walce w obronie tytułu WBA. Przed walką rozzłościł Alego, nazywając go jego poprzednim nazwiskiem Cassius Clay. Ali zdecydowanie wygrał, wykrzykując do Terrella pomiędzy kolejnymi uderzeniami What's my name? (Jak się nazywam?).
Ali został ponownie pozbawiony tytułu mistrza świata w kwietniu 1967 za odmowę służby wojskowej. WBA zorganizowała turniej z udziałem ośmiu pięściarzy (w tym Terrella), który miał wyłonić nowego mistrza. Terrell przegrał 5 sierpnia 1967 w Houston z Thadem Spencerem i odpadł z turnieju. W tym samym roku pokonał go Manuel Ramos.
Po tej walce Terrell nie walczył do 1970. Po powrocie na ring wygrał kolejnych siedem walk, aż 23 czerwca 1973 w Atlantic City pokonał go Chuck Wepner po kontrowersyjnej decyzji sędziów. W następnej walce Terrell został znokautowany w 1. rundzie przez  Jeffa Merritta i zakończył karierę w 1973.
Później przez 20 lat był promotorem bokserskim, a w 1990 założył firmę sprzątającą zatrudniającą kilkaset osób.
Siostra Erniego Jean Terrell jest wokalistką soulową, która w 1970 zastąpiła Dianę Ross w zespole The Supremes.